# ارکنر
شهر ارکنر در ایالت برندنبورگ در کشور آلمان واقع شده است.

## نگارخانه

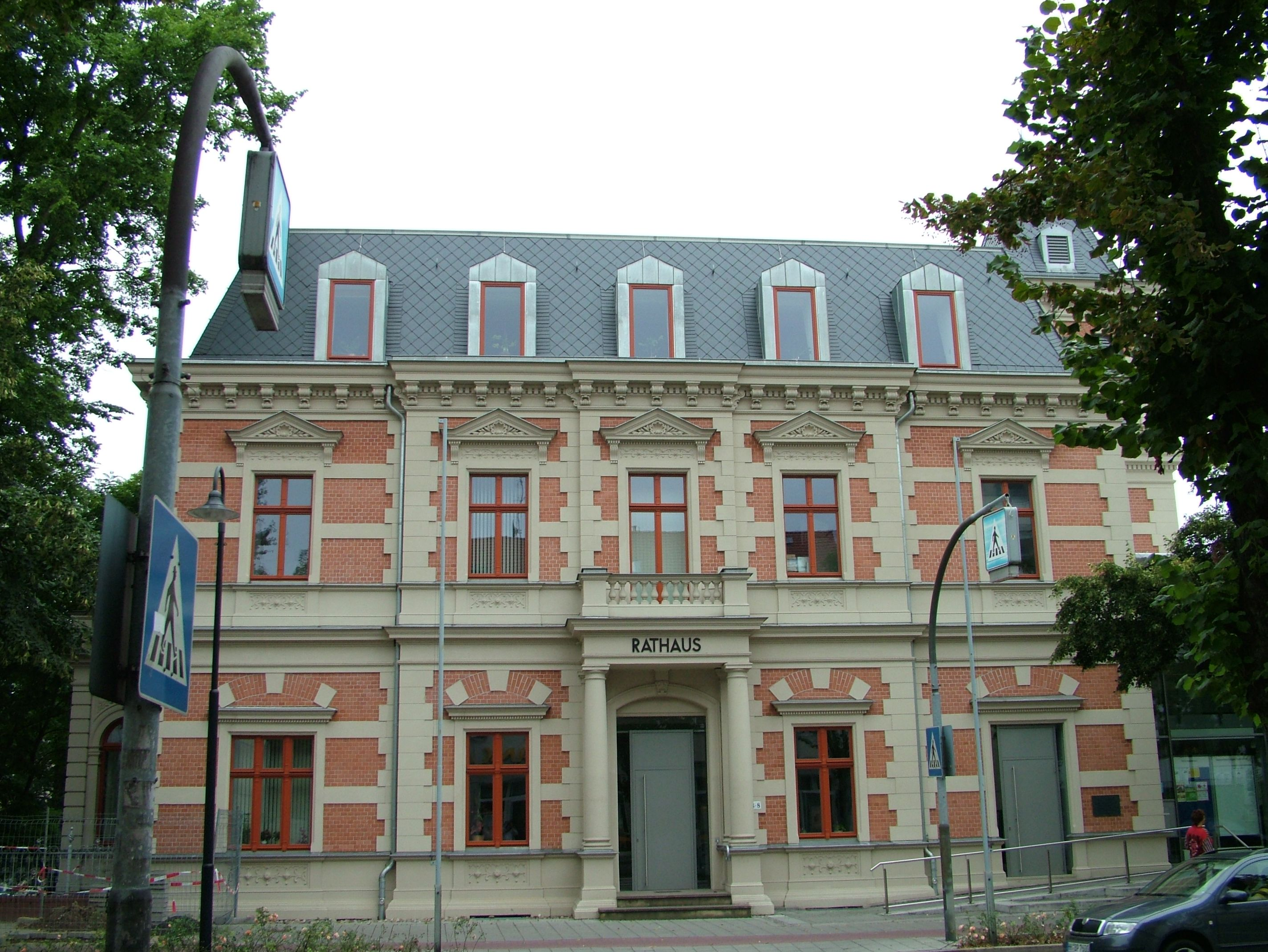
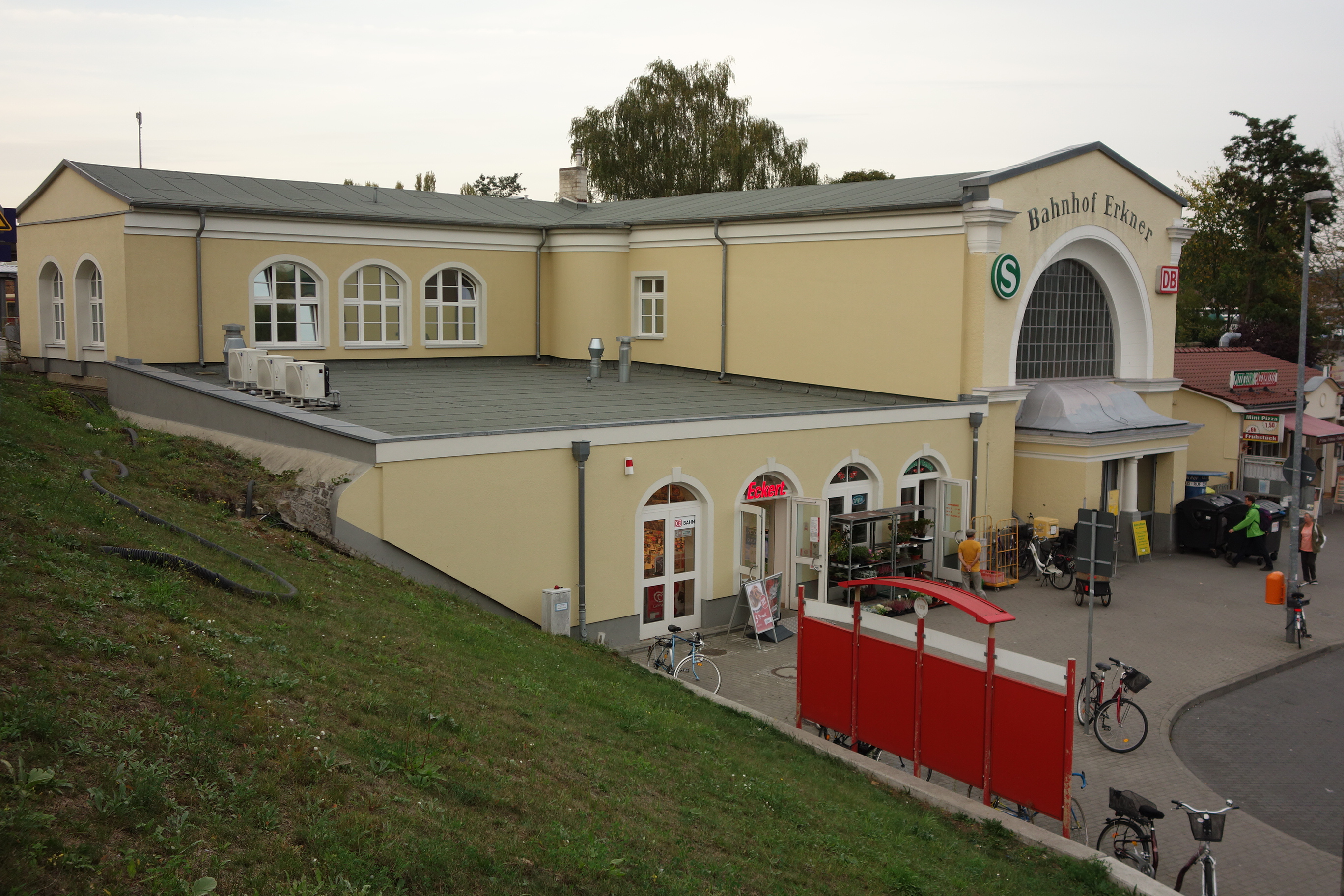